# Draa
Draa (arapski: درعا ili Wadi Draa) najveća je rijeka u Maroku duga 1100 km, a ulijeva se u Atlantski ocean.

## Zemljopisne karakteristike
Rijeka Draa oblikuje se od dva vodotoka: Dadès i Imini u masivu Visoki Atlas u centralnom Maroku odakle teče u smjeru jugoistoka do mjesta Tagounite gdje mijenja smjer prema jugozapadu.
U to dijelu toka formira granicu između Alžira i Maroka, a na kraju se ulijeva u Atlantski ocean kod Rta Draa.
Draa ima porječje veliko 29 500 km², a ono se proteže polupustinjskim krajem južnog Maroka, tako da mu pritoke u gornjem toku često presuše. U porječju rijeke leže dvije velike oaze: Ouarzazate i Zagora.

## Vanjske poveznice
|  | Zajednički poslužitelj ima još gradiva o temi Draa |

- (engl.) Drâa River na portalu Encyclopædia Britannica